# Fukov

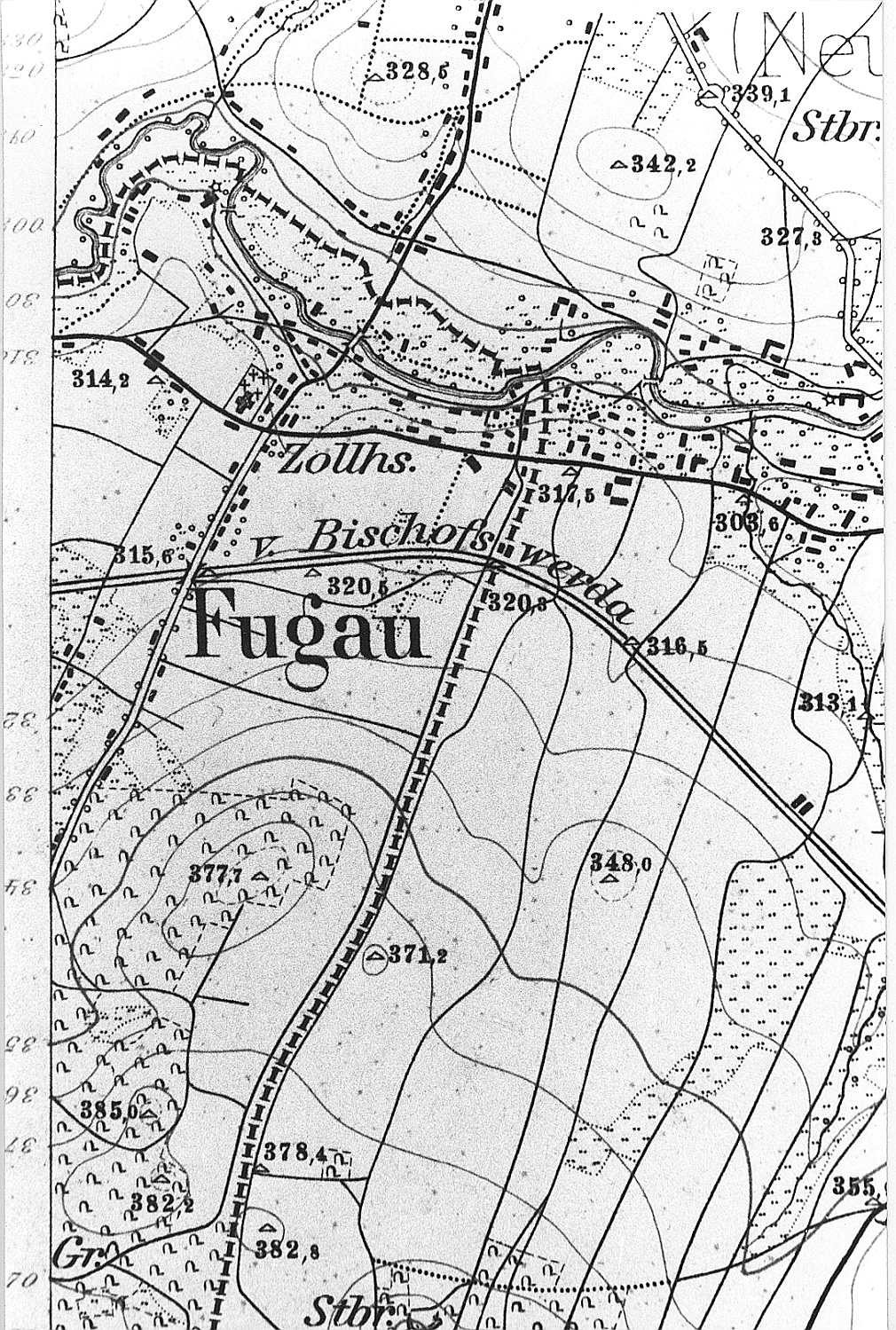
Fukov na mapie z 1883

Fukov (niem. Fugau) – nieistniejąca wieś w Czechach położona około siedmiu kilometrów na północ od Šluknova, nad Szprewą, otoczona z trzech stron przez terytorium Niemiec. W czasach swego istnienia miała powierzchnię 276,44 ha, długość na linii północ-południe: 3,598 km i szerokość z zachodu na wschód: 2,253 km.

## Historia
Pierwsze wzmianki pisemne o wsi pochodzą z 1474. Miejscowość była wówczas własnością książąt saskich. W 1682, po śmierci Antoniego z Brummeru (jednego z kolejnych właścicieli), jego potomkowie sprzedali majątek Filipowi Zygmuntowi z Dittrichsteinu i od tego momentu wieś należała do państwa šluknovskiego (katolickiego i należącego do monarchii Habsburgów), co powodowało spory, m.in. religijne. Fukov, jak większość Saksonii był protestancki. Próby rekatolicyzacji nie przynosiły rezultatów, jednak ostatecznie udało się to w roku 1697 i wieś stała się katolickim cyplem, pośród wsi protestanckich. W 1788 wzniesiono tu kościół św. Wacława. We wrześniu 1813 (wojny napoleońskie), w osadzie stacjonowała 60-tysięczna armia rosyjska pod dowództwem generała Aleksandra Langerona. 1 maja 1875 uruchomiono połączenie kolejowe na linii Drezno – Żytawa, we wsi jednak nie posadowiono stacji lub przystanku (linia do dziś dnia pozostaje transgraniczna).

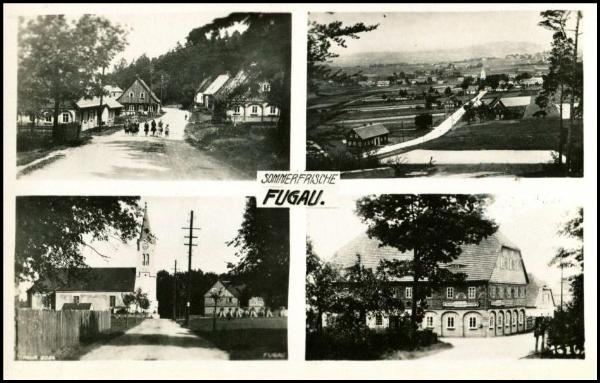
Stare widoki wsi
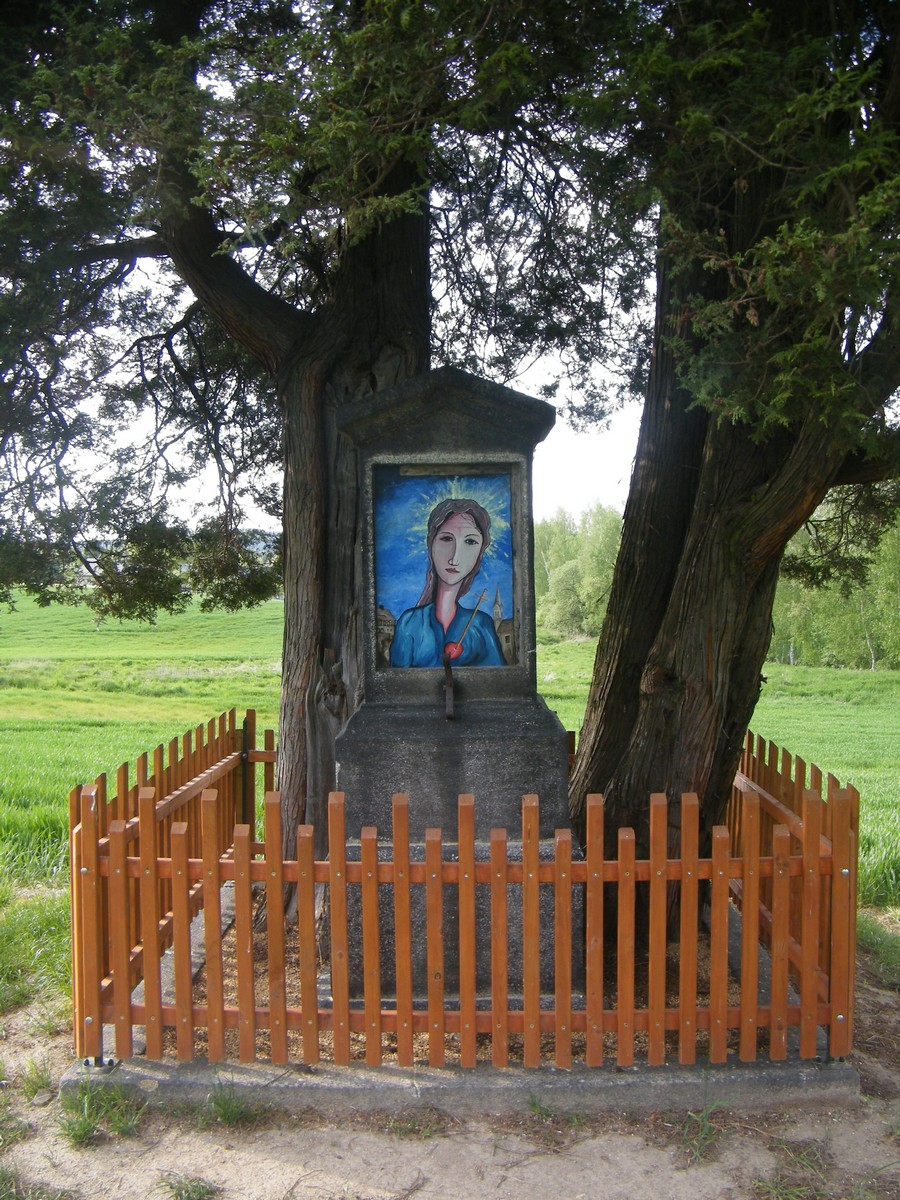
Kapliczka przydrożna
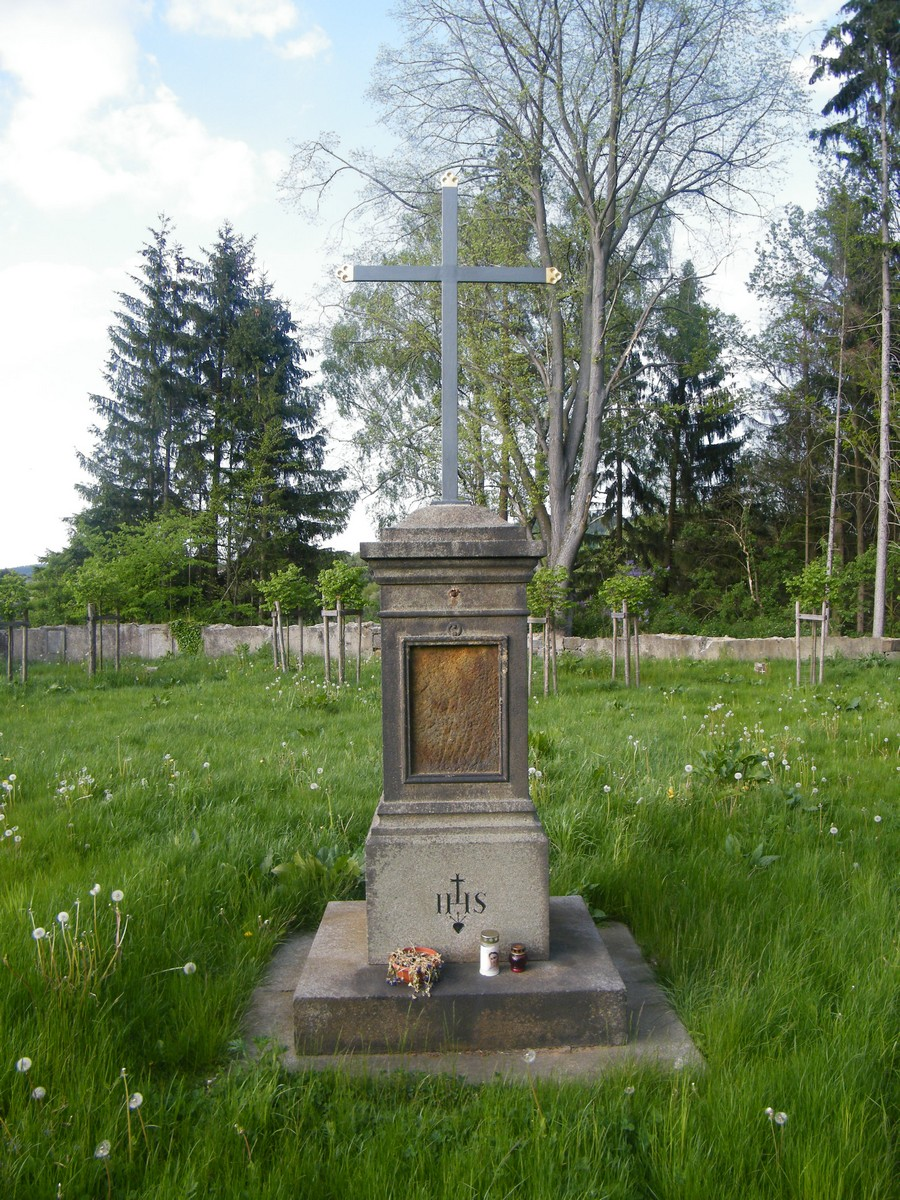
Cmentarz
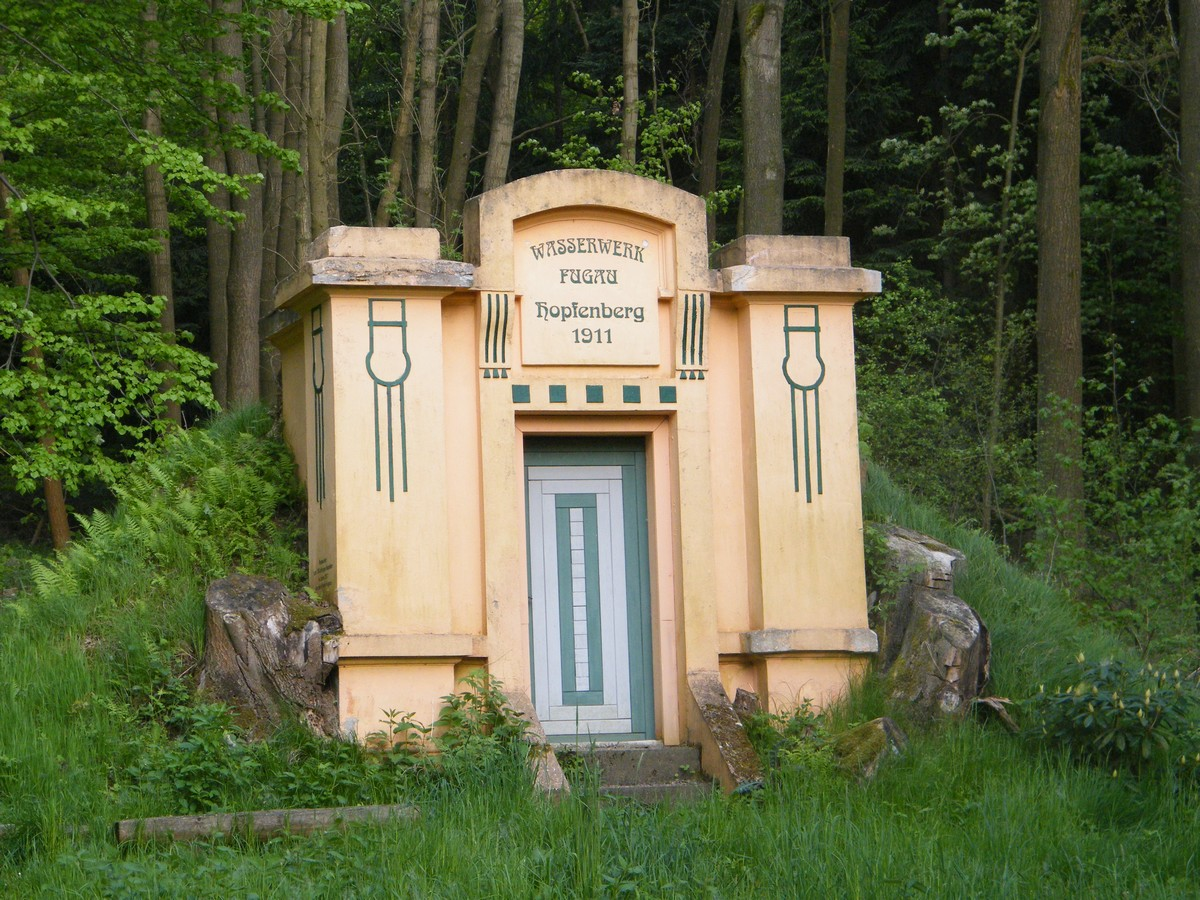
Ujęcie wody

We wsi rozpisano dwa referenda na temat wyrównania granicy (w 1848 – przyłączenie do Saksonii i w 1919 do Niemiec), jednak mieszkańcy wyrazili chęć utrzymania status quo (w 1919 optowali za Czechosłowacją, mimo że byli w większości Niemcami). W 1956 ponownie próbowano wyrównać granicę w drodze wymiany wsi na inne tereny leżące w NRD, jednak do realizacji tych planów nie doprowadzono.
W początku XX wieku znajdowało się we wsi 135 domów. W 1921 mieszkało tutaj 739 osób. Funkcjonowała poczta, urząd celny (czechosłowacki i niemiecki w jednym budynku), dwadzieścia sklepów i pięć gospód. Mieszkańcy pracowali w rolnictwie, przy wydobyciu i przeróbce kamienia, w lokalnym zakładzie tkackim i innych miejscach.

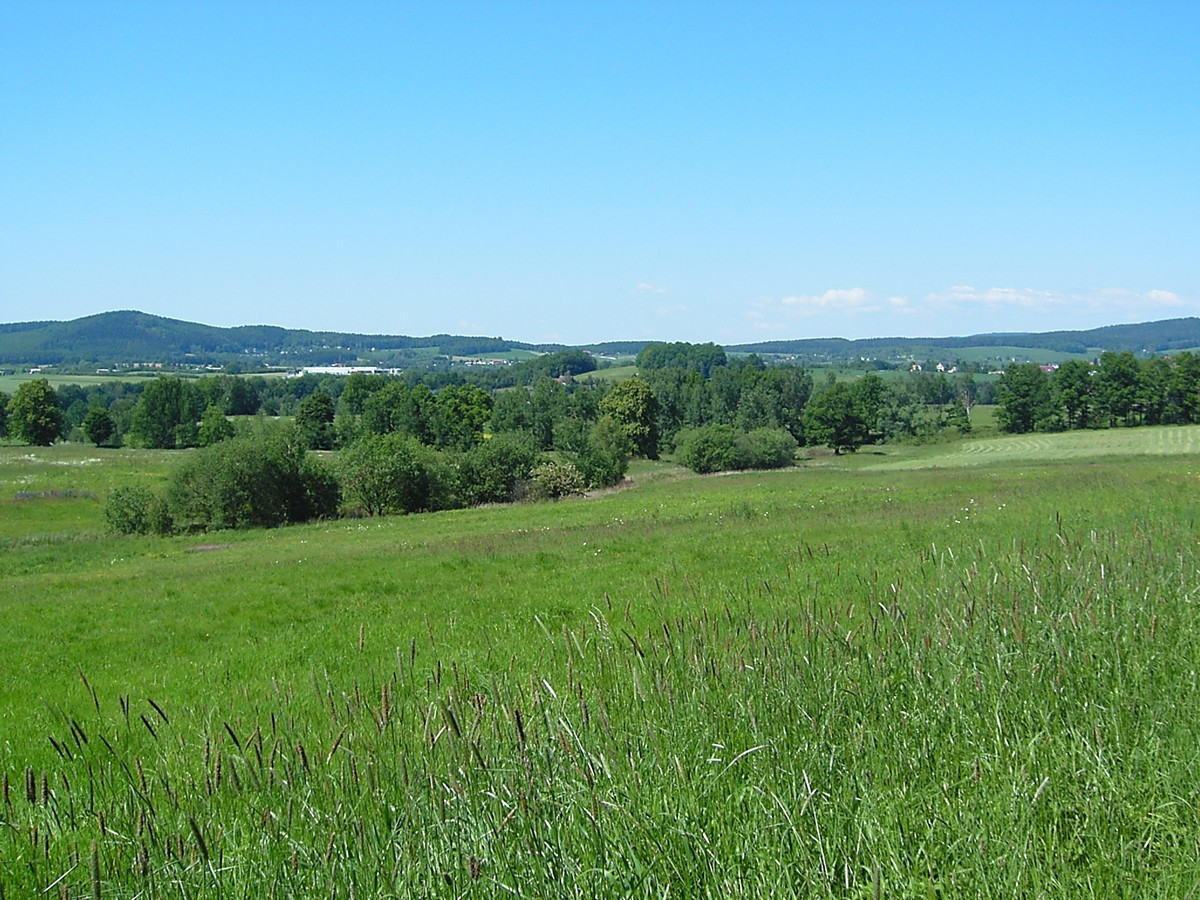
Widok ogólny terenu po wsi
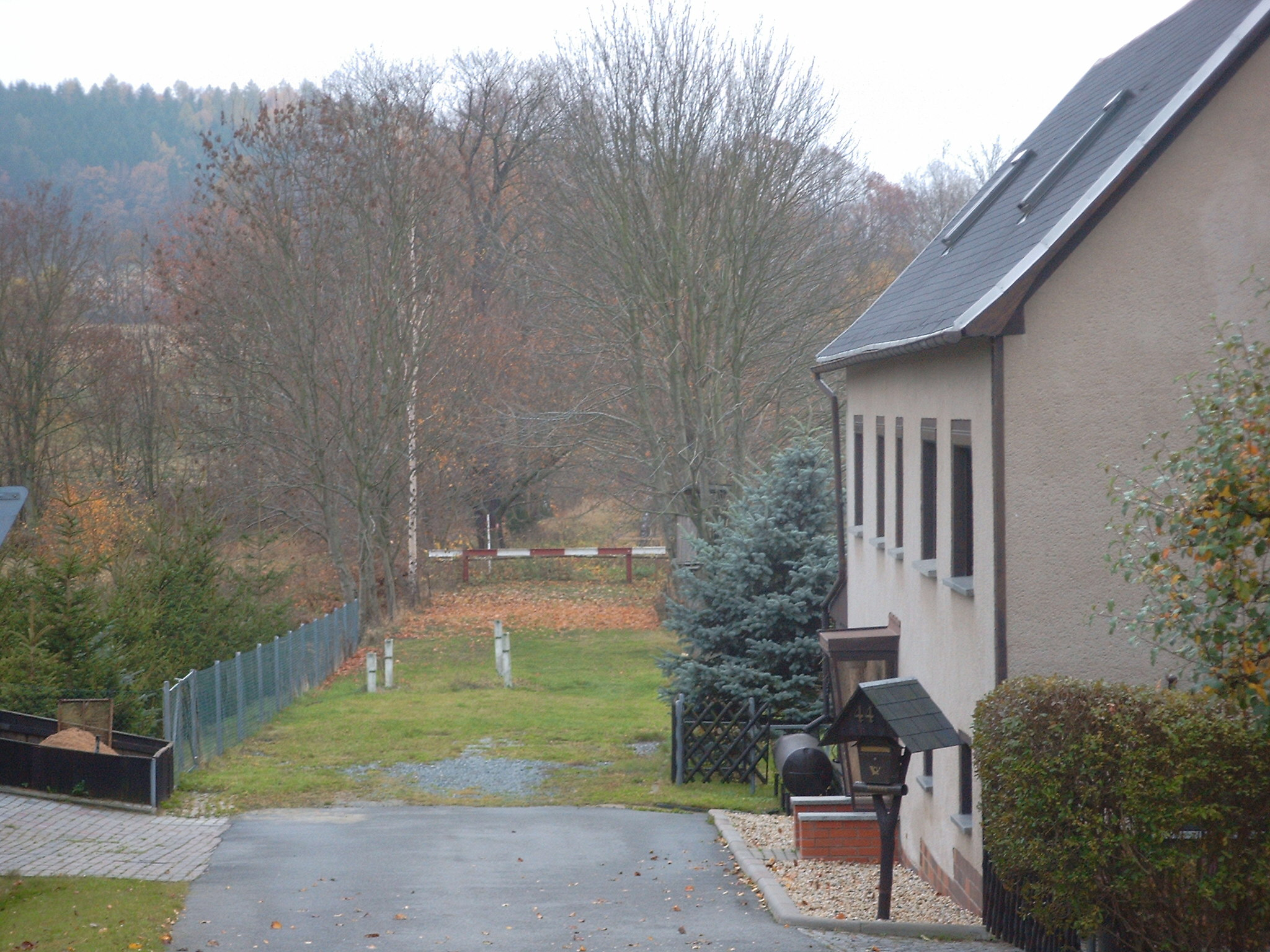
Przejście graniczne do Oppach
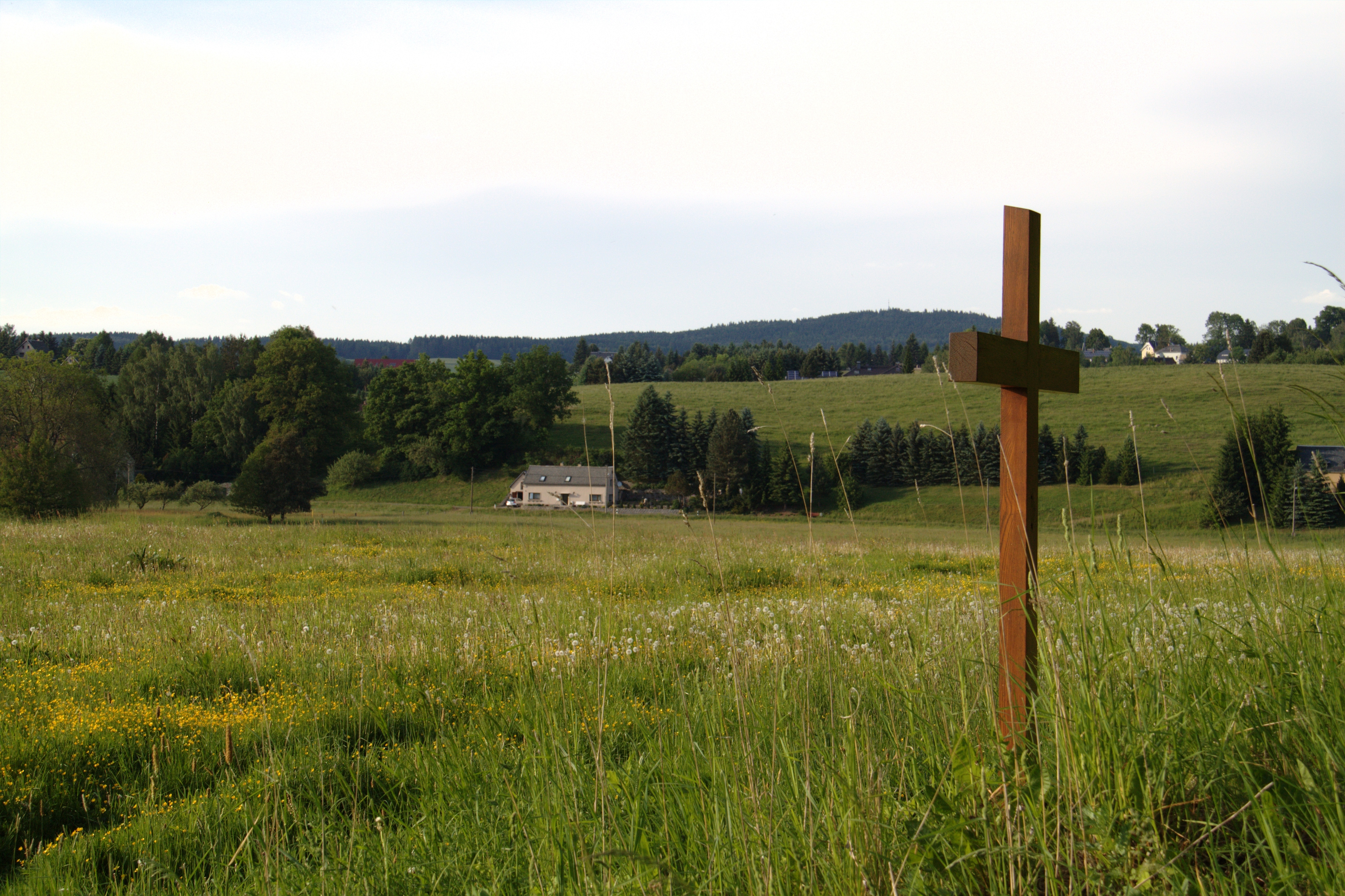
Krzyż w miejscu kościoła

II wojna światowa nie przyniosła wsi dużych strat. W miejsce wysiedlonych Niemców (zamieszkali głównie w okolicznych wsiach w NRD) przybyło jednak tylko kilkudziesięciu osadników czeskich. Większość domów niszczała, działali też szabrownicy. W 1950 w Fukovie żyło już tylko 87 mieszkańców. W roku tym zlikwidowano miejscową radę narodową. W 1952, po otoczeniu granic Czechosłowacji drutem kolczastym dostęp do wsi został znacząco ograniczony. Przy drodze działała strażnica graniczna. Aby dostać się do Fukova trzeba było mieć specjalną przepustkę. Jednocześnie władze komunistyczne systematycznie wyburzały kolejne opuszczone gospodarstwa, argumentując to ochroną granic przed dywersją. Szykany wobec mieszkańców powodowały stopniowe dalsze wyludnienie miejscowości. Ostatecznie 23 września 1960 roku, o godzinie 20:00 wysadzono ostatnie budynki we wsi, w tym szkołę i kościół św. Wacława.
Jedyną zachowaną budowlą jest dawne ujęcie wody pochodzące z 1911 (odnowione w 2011). Pozostałościami po miejscowości są też: cmentarz (uporządkowany w 2014, z kamiennym krzyżem z 1862), krzyż kamienny (ufundowany w 1857, zniszczony w 1945, postawiony na nowo na oryginalnym miejscu w 2007), kapliczka przydrożna (wyremontowana w 2014 ze współczesnym obrazem Matki Boskiej Bolesnej), rzeźba św. Jana Nepomucena, a także dwa dęby (zabytki przyrody): Císařský dub i Fukovský dub. W południowej części dawnych zabudowań znajduje się wiadukt kolejowy na czynnej linii z Ebersbachu do Neukirch (Lausitz) West (Deutsche Bahn).
Przez wieś przepływa Szprewa i jest to jedyne miejsce, w którym rzeka ta znajduje się poza terytorium Niemiec. Przez około 700 metrów płynie w całości w Czechach, a na kolejnych około 900 metrach jej korytem biegnie linia graniczna. Nad rzeką istnieje nadal betonowy most na drodze do niemieckiego Oppach.